# Pawieł Safonkin
Pawieł Safonkin (ros. Павел Сафонкин, ur. 23 września 1985 w Moskwie) – rosyjski wioślarz.

## Osiągnięcia
- Mistrzostwa Świata U-23 – Amsterdam 2005 – ósemka – 15. miejsce[1].
- Mistrzostwa Świata – Eton 2006 – ósemka – 7. miejsce[1].
- Mistrzostwa Świata – Monachium 2007 – ósemka – brak[1][2].
- Mistrzostwa Europy – Ateny 2008 – ósemka – 2. miejsce[1].
- Mistrzostwa Świata – Poznań 2009 – ósemka – 10. miejsce[1].
- Mistrzostwa Europy – Brześć 2009 – ósemka – 8. miejsce[1].
- Mistrzostwa Europy – Montemor-o-Velho 2010 – ósemka – 5. miejsce[1].